# Mürlenbach
Mürlenbach é um município da Alemanha localizado no distrito de Vulkaneifel, estado da Renânia-Palatinado.
Pertence ao Verbandsgemeinde de Gerolstein.